# HSBC Centre
Le HSBC Centre est un gratte-ciel de 168 mètres de hauteur construit à Sydney en Australie de 1986 à 1988. 
Il abrite des bureaux sur 37 étages.
L'architecte est Rice Daubney 